# Куртоли
Куртоли (фр. Courtauly) је насељено место у Француској у региону Лангдок-Русијон, у департману Од.
По подацима из 2011. године у општини је живело 76 становника, а густина насељености је износила 9,84 становника/km².

## Демографија
| 1962. | 1968. | 1975. | 1982. | 1990. | 2011. |
| ----- | ----- | ----- | ----- | ----- | ----- |
| 72    | 76    | 66    | 61    | 64    | 76    |